# Greg Winter
Sir Gregory Paul Winter CBE FRS FMedSci (sinh ngày 14 tháng 4 năm 1951) là một nhà hóa sinh học người Anh đoạt giải Nobel nổi tiếng nhất cho công trình tiên phong của ông về việc sử dụng điều trị kháng thể đơn dòng.
Ông đã phát minh ra kỹ thuật cho cả nhân loại (1986) và, sau đó, để nhân bản hoàn toàn bằng cách sử dụng hiển thị phage, kháng thể để sử dụng trị liệu. Trước đây, các kháng thể có nguồn gốc từ chuột, khiến chúng khó sử dụng trong các liệu pháp trị liệu của con người vì hệ miễn dịch của con người có phản ứng chống chuột đối với chúng. Nhờ với những phát triển này, Winter được trao giải Nobel Hóa học năm 2018 cùng với George P. Smith và Frances Arnold.